# آريس كالايزس
آريس كالايزس (بالألمانية: Aris Kalaizis)‏ (ولد في 1966 في ليبزيغ) وهو رسام ألماني-يوناني.

## حياته
آريس كالايزس ولد كابن لمهاجرين يونانين سياسيين (الحرب الأهلية اليونانية) في ليبزيغ. بعد أن نال تقدير في طباعة الاوفسيت ولاحقا التمرن ليصبح صور فني، وبدأ دروسه في الرسم عام 1992 في الاكاديمية للفنون المرئية في ليبزيغ، وقد تخرج منها بامتياز في 1997.
كان طالب مبدع في الارنو رنك من 1997 وحتى 2000. أول معرض فردي عام كان في 2005 وكان برعاية ماربرغر كونسترفاين. في 2007 قدم أعماله في نيو يورك لأول مرة. بعد ذلك نال تمييز عالمي، بعد مشاركته في بينال دي فينيزا، كما أنه شارك في الرابع لثلاثي السنوات في قوانغتشو (الصين). هذا وقد قدموا له عندما شارك في هذا المعرض، الذي كان في متحف قوانغدونغ للفن، غرفة كبيرة ليقدم فيها ثماني لوحات كبيرة الحجم. ولكن أكبر واضخم معرض كان في قصر جريز وقد كان العنوان لهذا المعرض هو «المشهد المزدوج». في جريز كالايزس قارن ما بين المباني والغرف التاريخية بالفن المعاصر.
وقد كان التأثير الفني الظاهر في أعماله من قبل البروفيسر خلال دراسته. ولكن الإلهام الذي ظهر في أعماله مؤخرا كان من قبل رسام الباروك جوسيب دي ريبيرا. ومن قبل الرسام الإنجليزي فرانسيس باكون. وهو حاليا يعيش ويعمل في ليبزيغ كفنان محترف من 2000.

## أعماله

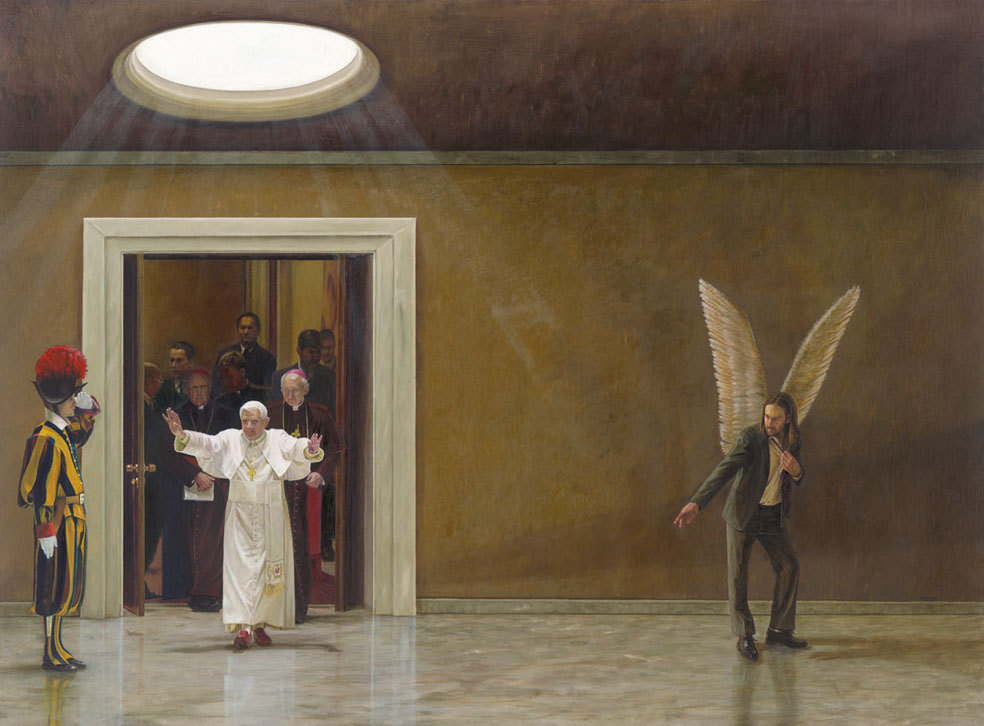
Make Believe / Oil on wood / 59x80cm / 2009

كالايزس يبني لوحاته، والتي غالبا ما تكون منتزعة من الأحلام، بالاعتماد على ترتيب دقيق وعلى بناء مشاهد في المكان الذي تعرض فيه الاحداث. في هذه العملية، تؤخذ فيه صور اولية، وفي النهاية تقرر الصورة النهائية التي يريد كالايزس ان يطورها. أحيانا المشاهد التي يعملها تبدو خيالية، ولكنه يكشف عن موضوعها بحذر. ويكتب الأفكار التي يتم تداولها والتي لا يتم تداولها في لوحاته من خلال سيناريو. النتيجة من وراء هذه العملية المبدعة والتي غير متداولة هي صور مطبوعة تصور إمكانيات مثالية من عوالم داخلية.
ولكن في بداية عمله يوجد حلم الذي يبرز فكرة داخلية أو رغبة داخلية. وبعدما تبرز هذه الصورة بوضوح، يقوم ببناء نموذج واسع النطاق من هذه الصورة في الاستديو الخاص به أو يبحث عن هذه الرؤية من خلال مشاهد، أماكن أو ابراج في الواقع خارج الاستديو. ومن ثم يبحث عن شيء (غالبا ما تكون خلفية) يكون قريب من «الخلفية المحببة اليه». وعندما يجد كل هذا يبدأ بالتقاط صور لهذا المكان. ويتبع ذلك عملية من التصور والتأمل التي تهدف إلى تصوير مشاهد التي كان من الممكن ان تؤخذ قبل وبعد المشهد الذي يريد تصويره. هذا النهج يمميز ما بين أساسيات كالايزس من الرسامين الذين يرسمون بأدق التفاصيل، حيث انهم لا يتحدون هوامش الواقع، حيثما أي شيء جديد يمكن أن يحدث.
الطباق هو أكثر عامل أساسي في أعماله، حيث أن الرسوم المرتبة، التي يتم نفيذها في هذا السير العمل، تتحدى وتسأل عن ما هو الذي تم تصويره، من اجل ان يتم تقديم مشروع دقيق للتجديد. هذا الإجراء الدقيق هو حتما يتطلب وقت طويل، وفي النهاية ينتج فقط خمسة صور كل سنة. انه يجلب مشاهد التي تكون موازية لمشاريع موجودة في الواقع. انه إستراتيجية مدروسة المناقضة للإنتاج الجماعي لكثير من الفنانين المعاصريين. ولكن من اجل ان أعماله لا يمكن تصنيفها كليا على أنها خيالية أو واقعية، المؤرخ الفن الاميريكي، كارول ستركلاند، طور المفهوم «سوتوريالزم» بناء على أعمال كالايزس. وفي هذا المفهوم «سوتو» تعود إلى «ما وراء» أو «ادنى» والذي يعود إلى الغموض المخبأ اذي يكون وراء سطح اللوحة المصورة. الحياة والموت، الحلم والواقع موجودين في احتشاد غريب هنا. عندما تخرج اللوحات من هذه العملية، تعطي لوحاته الشعور بالهذيان، وتشويش في التوازن الداخلي. اللوحات غالبا تكون مرسومة بضراوة غريبة، حيث أن كل شيء يأخذ حيز في الوقت ذاته: سحر، نعمة، انسجام وهاوية مبهمة. كالايزس غالبا ما يذكر السريالي اندريه ماسون في مقابلات ونقاشات، الذي قال: «لا شيء رائع أكثر من الواقع.»

## الجوائز
- 1997 State scholarship from the German State of Saxony
- 2001 Art prize from the "Volks and Raiffeisenbank"
- 2005 USA (Columbus, OH) foreign scholarship from the Ministry of Science and Art.
- 2007 ISCP-Residency, New York City, USA